# Caspar Butz

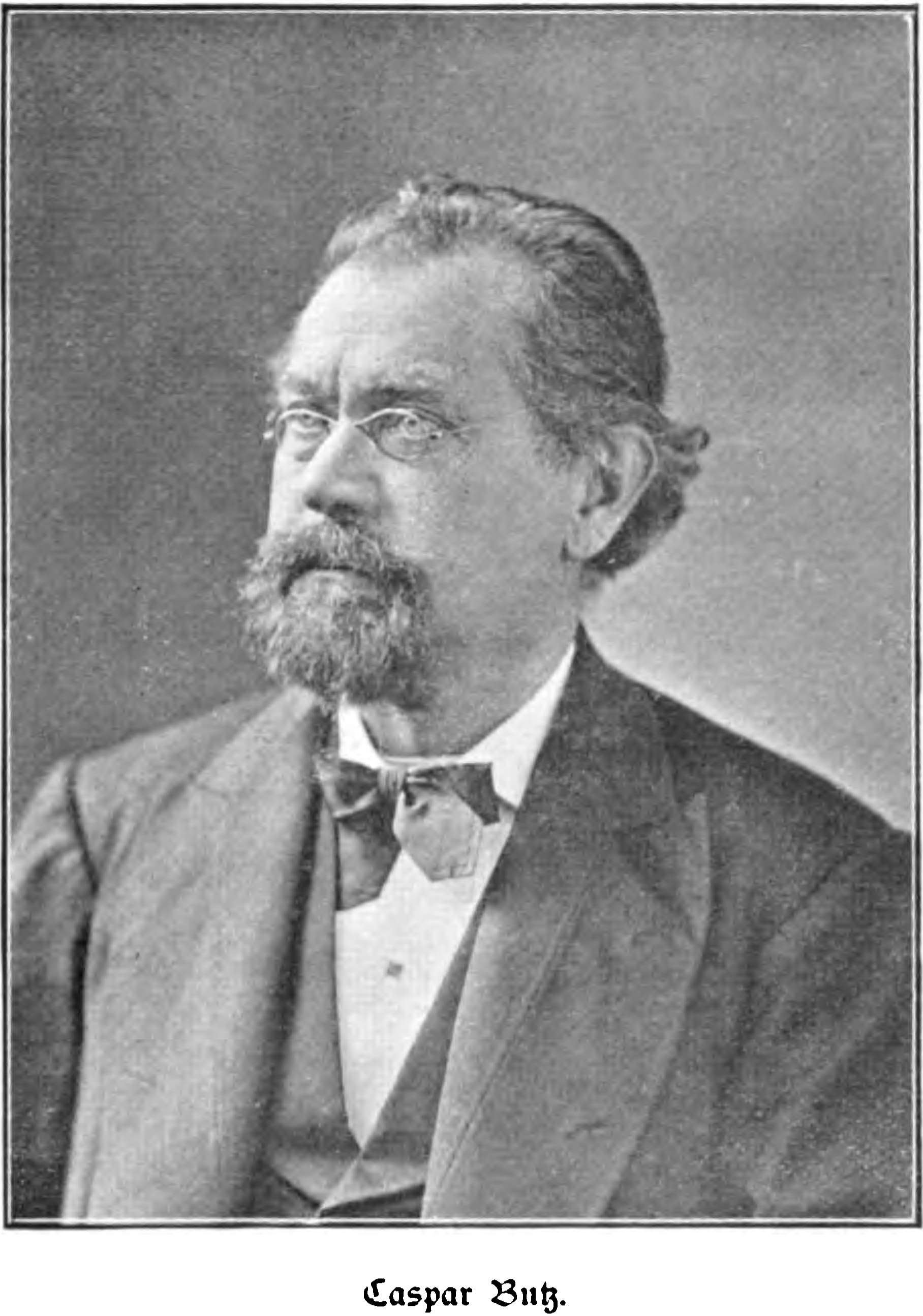
Caspar Butz

Caspar Butz (* 23. Oktober 1825 in Hagen, Königreich Preußen; † 19. Oktober 1885 in Des Moines, Iowa), ein deutsch-amerikanischer Schriftsteller und Politiker, war Teilnehmer der Revolution von 1848/49 und am Iserlohner Aufstand von 1849 beteiligt. 

## Leben
Caspar Butz wurde 1825 als Sohn eines Wirts und Brückengeld-Verwalters in Hagen geboren und entwickelte bereits früh ein Interesse für das Theater. Sein Wunsch, Theologie zu studieren, wurde durch den frühen Tod des Vaters im Jahr 1841 und durch die schlechte finanzielle Situation der Familie verhindert, sodass er eine Ausbildung als Handelsgehilfe machte. Als Angestellter der Hagener Handelsfirma Elbers führte ihn 1847 eine Reise nach Algerien und auf der Rückreise für mehrere Monate nach Paris. Auf diesen Reisen gewann er Einblicke in politische Revolutionsideen, gleichzeitig lernte er die Macht der Presse und der politischen Dichtung kennen. In Algier freundeten sich Butz und der Badische Abgeordnete und spätere Revolutionär Friedrich Hecker an, beiden verband Zeit ihres Lebens eine Freundschaft. 
Nach seiner Rückkehr nach Hagen Anfang 1848 gab Butz seine Anstellung bei der Handelsfirma Elbers auf und bemühte sich erfolglos um Redakteurstellen bei verschiedenen Zeitungen und Verlagen. Ab März 1848 war er als Redakteur beim Hagener Kreisblatt tätig, das von seinem älteren Bruder Gustav Butz verlegt und herausgegeben wurde. Dort entwickelte er eine rege Tätigkeit, die von Revolutionslyrik über Korrespondenzartikel aus der preußischen Nationalversammlung in Berlin und dem Frankfurter Paulskirchenparlament bis hin zu politischen Artikeln reichte. Butz zählte bis Anfang 1849 zu den Protagonisten für eine demokratische Republik mit dem preußischen König als konstitutionelles Staatsoberhaupt eines deutschen Nationalstaates. Erst das Erstarken der gegenrevolutionären Kräfte ab November 1848 sowie das Scheitern der Reichsverfassungskampagne im April 1849 führten bei ihm zu einer Radikalisierung. 
Im Mai 1849 war er einer der Teilnehmer des Iserlohner Aufstand, um den Zeughaussturm und die Verteidigung der Stadt zu unterstützen. Die Einnahme durch preußische Truppen am 17. Mai 1849 forderte über 40 Tote und zahlreiche Verwundete. Im Hauptprozess gegen Beteiligte am Iserlohner Aufstand im Juni 1850 in Wesel wurde Butz zusammen mit dem Hagener Unternehmer Carl Post als die Wortführer des Aufstandes bezeichnet. Dadurch konnten Angeklagte wie der Hagener Kaufmann Johann Caspar Riepe von ihrem eigenen Handeln im Mai 1849 ablenken und sich als Befehlsempfänger der mittlerweile in den USA lebenden Butz und Post hinstellen. Die tatsächliche Rolle von Butz im Iserlohner Aufstand im Mai 1849 war wahrscheinlich deutlich geringer. 
Vor der anschließenden Verfolgung flüchtete er über die Niederlande und Frankreich im September 1849 in die USA. Dort arbeitete er als Verleger, Drucker und Redakteur in Detroit, um seinen Wohnsitz 1854 nach Chicago zu verlegen, wo er zunächst als Unternehmen tätig war. Er betätigte sich dort als einer der Forty-Eighters weiter als Schriftsteller und setzte sich politisch unter anderem bei der Bildung der Republikanischen Partei in Illinois ein. Im Jahr 1857 wurde er in Chicago in die Legislative gewählt. Gleichzeitig engagierte er sich in der Deutsch-Amerikanischen Gesellschaft, die er in Chicago mitbegründet hatte. 1859–1865 war Butz Court Clerk des Obergerichts, anschließend für zwei Jahre Inspekteur der Staatsgefängnisse in Illinois und 1875-1879 City Clerk (Stadtdirektor) von Chicago.
Von 1864 bis 1866 war er Herausgeber der „Deutsch-Amerikanischen Monatshefte für Politik, Wissenschaft und Literatur“, die unter anderem die langsame Kriegspolitik Abraham Lincolns kritisierten. Butz war einer der schärfsten Gegner von Lincoln und Mitbegründer einer republikanischen Zweigpartei der Radikaldemokraten. 
Nach 1865 wandte er sich eine Zeitlang wieder kaufmännischen Unternehmungen zu und nahm erst im Jahr 1871 seine literarische Tätigkeit wieder auf, nachdem 1871 bei einem Großbrand in Chicago seine gesamte Habe vernichtet worden war, darunter das Tagebuch seiner Reise nach Nordafrika und die beiden Dramen Oliver Cromwell und Florian Geyer. Ab 1873 war er Redakteur des literarischen Sonntagsblattes Der Westen in Illinois; zu Beginn der 1880er Jahre schrieb er Artikel für die Zeitungen Evening Post und Westliche Post. Während seiner letzten Lebensjahre wohnte er mit seiner Frau in Des Moines, wo er wenige Tage vor seinem 60. Geburtstag verstarb.
Sein politisches Engagement in Hagen wie in der neuen Heimat in den USA zeugt von großer Leidenschaft und von dem tiefen Glauben an seine Ideale: Einheit, Freiheit, Gleichheit und Demokratie. Als mitreißender Redner und wortgewandter Autor verstand er es, sein Auditorium und seine Leserschaft von seinen Ideen und Zielen zu überzeugen, als Dichter erreichte er mit seiner Lyrik die Herzen seiner Zeitgenossen. In seiner Hagener Heimat ist er heute weitgehend vergessen, eine ausführliche, fundierte wissenschaftliche Biografie wurde erst 2023 durch den Historiker Ralf Blank vorgelegt.